# Пирогов Віктор Володимирович
Ві́ктор Володи́мирович Пирого́в — (* 27 листопада 1923, м. Баку — † 26 листопада 1993, Вінниця) — український радянський живописець. Член Національної спілки художників України з 1967 р. Працював у станковому живописі, переважно у жанрах портрету, пейзажу, жанрового малярства.

## Життєпис
Народився 27 листопада 1923 р. у м. Баку (Азербайджан). Навчався у Бакинському державному художньому училищі (1947—1951). Закінчив факультет живопису Київського державного художнього інституту (1957). Викладачі — І. Штільман та В. Костецький. Після закінчення вишу переїздить і працює у м. Вінниці. З 1956 року бере участь у республіканських й всесоюзних виставках. З 1979 року обіймав посаду відповідального секретаря Вінницького відділення НСХУ. Помер у Вінниці 26 листопада 1993 року.

Картини зберігаються у Вінницькому обласному художньому музеї.